# Hymaea magna
Hymaea magna is een keversoort uit de familie Phloeostichidae. De wetenschappelijke naam van de soort is voor het eerst geldig gepubliceerd in 1966 door Sen Gupta.